# ヨーロピアンショートヘア
ヨーロピアン・ショートヘア (European Shorthair) は、ヨーロッパにその起源を有する、猫の一品種。ブリティッシュショートヘアやアメリカンショートヘアに似ている。
1982年まではブリティッシュショートヘアと同グループに分類されていた。